# Walsum
Walsum – najbardziej wysunięta na północ dzielnica Duisburga w Niemczech, w kraju związkowym Nadrenia Północna-Westfalia, w rejencji Düsseldorf. Do 31 grudnia 1974 roku Walsum było samodzielnym miastem w powiecie Dinslaken. Obecnie w skład liczącego 50 681 mieszkańców Walsum wchodzą: Overbuch, Vierlinden, Alt-Walsum, Aldenrade, Wehofen i Fahrn. Walsum jeży po prawej stronie Renu, granicząc z Homberg/Ruhrort/Baerl i Hamborn. 